# 診断用ワックスアップ

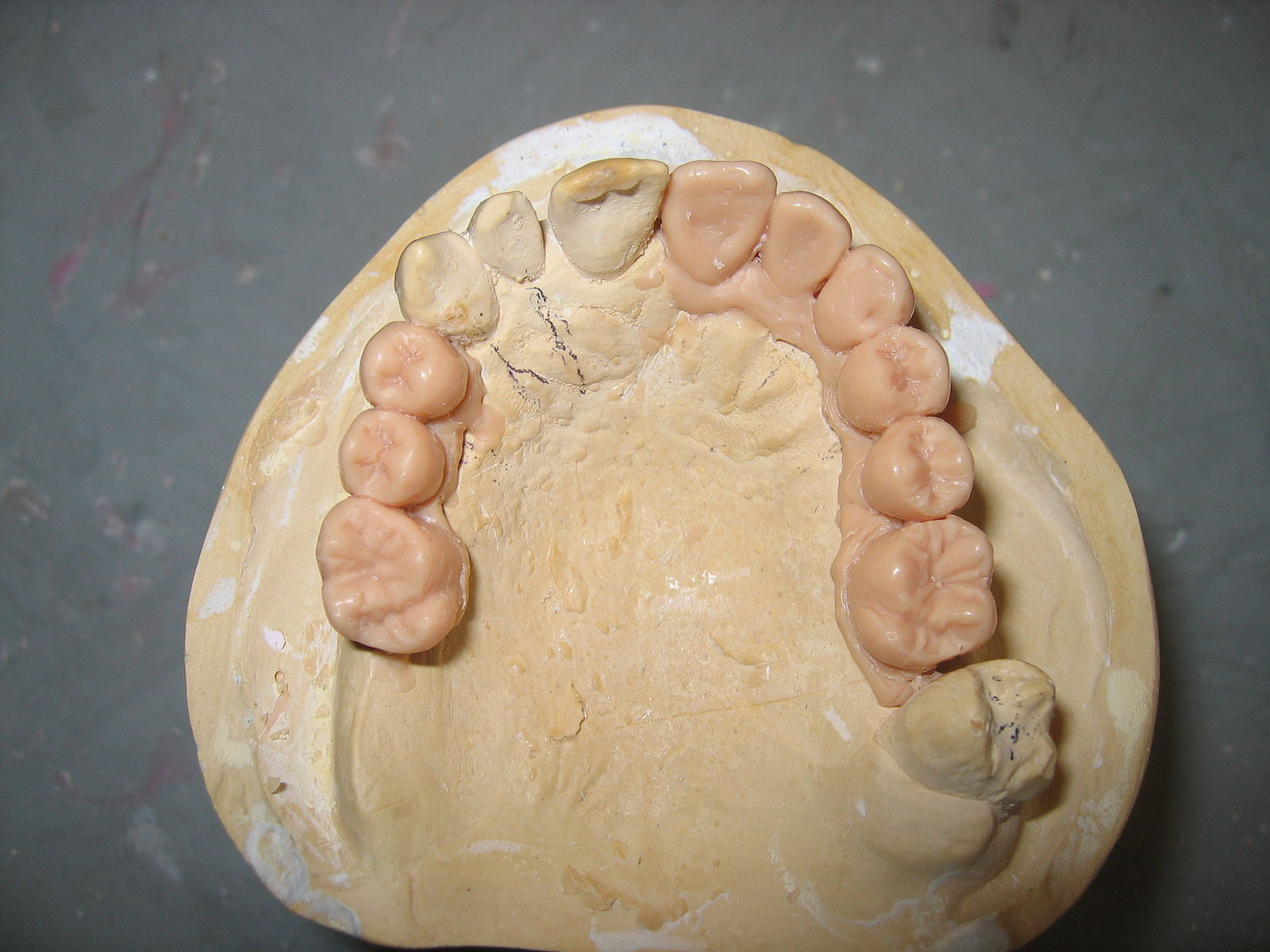
上顎の部分的歯列欠損に対する理想的な診断用ワックスアップ。

歯科医療において、診断用ワックスアップ（しんだんようワックスアップ、Diagnostic wax-up）とは、補綴治療の実施に先立ち、その結果を視覚化するために用いられる手法である。